# Resolución 133 del Consejo de Seguridad de las Naciones Unidas
La resolución 133 del Consejo de Seguridad de las Naciones Unidas fue aprobada por unanimidad el 26 de enero de 1960, tras haber examinado la petición de membresía por parte de la República de Camerún para poder ser miembro de las Naciones Unidas. En esta resolución, el Consejo recomendó a la Asamblea General la aceptación de Camerún como miembro.